# عبد الرحمن الغافقي
أَبُو سَعِيدٍ عَبْدُ اَلرَّحْمَـٰنِ بْنُ عَبْدِ اَللَّهِ بْنِ بِشْرِ بْنِ اَلصَّارِمِ اَلغَافِقِيُّ اَلْعَكِّيُّ (؟؟ - 144 هـ / ؟؟ - 732 م)، مِن قبيلةِ غَافِقٍ مِن عَكٍّ، أميرُ الأندَلُس، مِن كبار القادة الغُزاة الشجعان، وَلِيَها مَرَّتَيْن: الأولى؛ قَدَّمَهُ أهلُ الأندلسِ والِيًا عليهم بعد مقتل الوالي السمح بن مالك الخولاني إلى أن حضر الوالي المعيَّن من قبل الدولة الأموية وهو عَنْبَسَةُ بن سُحَيْم الكَلْبي عامَ 103 هـ، والثانية بتكليف من والي أفريقية عبيد الله بن الحبحاب عام 113 هـ.
ارتبط اسمه بقيادة المسلمين في معركة بلاط الشهداء الشهيرة (تُعرف أيضاً باسم معركة تورز أو معركة بواتييه)، والتي انتهت بانتصار قوات الفرنجة وانسحاب جيش المسلمين بعد استشهاد عبد الرحمن الغافقي.

## نسبه
عبد الرحمن بن عبد الله بن مخش بن زيد بن جبلة بن ظهير بن العائذ بن عائذ بن غافق بن الشاهد بن علقمة بن عك بن عدنان.

## ولايته الأولى
شارك في معركة تولوز مع السمح بن مالك الخولاني التي هُزم فيها المسلمون أمام قوات أودو دوق أقطانيا. بعد الهزيمة، انسحب بالقوات وتولى الأندلس إلى أن قدم عنبسة. خلال تلك الفترة القصيرة، استطاع عبد الرحمن أن يخمد بوادر التمرد في الولايات الشمالية، كما ثبّت وضع المسلمين في القواعد التي استولى عليها المسلمون في سبتمانيا. أما عن الفترة التي تلت تلك الولاية، فقد نقل المؤرخ شكيب أرسلان عن السياسي والمؤرخ عبد العزيز الثعالبي حيازته لوثائق تؤرخ لحملة بحرية على جنوب أوروبا أرسلها إسماعيل بن أبي المهاجر والي أفريقية عام 105 هـ بقيادة عبد الرحمن الغافقي، حققت نجاحات في إيطاليا.

## ولايته الثانية
بدأ عبد الرحمن ولايته الثانية بالمصالحة بين العرب المضرية واليمانية وجمع كلمتهم، بعد أن التهبت الأمور ودبّت روح النزاعات القبلية بينهما، نتيجة تحيّز بعض الولاة المتعصبين للمضريين على حساب اليمانيين. ثم أخمد تمرد البربر في الولايات الشمالية بقيادة منوسة الذي حالف أودو دوق أقطانيا، وتزوج ابنته، بأن أرسل حملة بقيادة ابن زيان نجحت في سحق التمرد، وقتل منوسة وسبي امرأته، وإرسالها إلى بلاط الخليفة هشام بن عبد الملك في دمشق.
جمع بعد ذلك عبد الرحمن جيشًا يعد من أكبر الجيوش التي جمعت في تلك الفترة، وعبر به البرانس، وزحف على مدينة آرل على نهر الرون لامتناعها عن أداء الجزية، ثم هزم جيش الدوق أودو دوق أقطانيا في معركة بُردال على ضفاف النهر، ثم عبر نهر الغارون واجتاح أقطانيا، واستولى على عاصمتها بردال بعد حصار قصير. ومنها اتجه إلى برغونية، واستولى على ليون وبيزنسون، ثم عبر اللوار قاصدًا عاصمة الفرنج، بعد أن جنى جيش المسلمين من حملته تلك مغانم عظيمة.
بعد أن انهزم أودو أمام جيش المسلمين، لجأ إلى شرل مارتلّ يطلب العون والمدد، فأجابه شرلٌ إلى ذلك، وجمع جيشًا من من الغاليين والجرمان وزحف به لمقابلة جيش المسلمين. التقى الجيشان في وادٍ يقع بين مدينتي تور وبواتييه في معركة دامت لأكثر من سبعة أيام. وفي يومها الأخير، حدث خلل في صفوف المسلمين نتيجة اختراق بعض رجال شرل لمعسكر غنائم المسلمين، مما دفع عدد كبير من المسلمين للتراجع للدفاع عن غنائمهم. حاول عبد الرحمن حينئذ تنظيم صفوف المسلمين مجددًا وإعادة النظام لجيشه. إلا أنه سقط صريعًا بسهم أودى بحياته، فازداد اضطراب جيش المسلمين، وكثر القتل فيهم. وعند الليل انفصل الجيشان، لكن حال اختلاف المسلمين فيما بينهم على استكمال المعركة، فانسحبوا في الليل مخلفين ورائهم جرحاهم. كانت وفاة عبد الرحمن في 27 شعبان 114 هـ/21 أكتوبر 732 م، وقد عرفت تلك المعركة باسم بلاط الشهداء.

## شخصيته
يعد الغافقي من التابعين فقد روي عن عبد الله بن عمر وروى عنه عبد العزيز بن عمر بن عبد العزيز وعبد الله بن عياض، وأورده أبو داود ومحمد بن ماجه في كتابهما. وقد وصفه الحميدي في كتابه «جذوة المقتبس في ذكر ولاة الأندلس» قائلاً: «كان رجلاً صالحًا، جميل السيرة في ولايته، عدل القسمة في الغنائم.» وقد كان عبد الرحمن قائد بارع، ظهرت قدراته العسكرية في نجاحه في الانسحاب بجيش المسلمين المهزوم في طولوشة، كما أجمعت النصوص اللاتينية عن قدراته الحربية وكانت له أيضًا مهاراته الإدارية، فنجح في إعادة الوئام بين العرب المضرية واليمانية وجمع كلمتهم، حتى عده المؤرخون أعظم ولاة الأندلس.